# Enrique del Vasto, hijo de Manfredo del Vasto
Enrique del Vasto (Piamonte, antes de 1079-Sicilia, 1137), fue conde de Paternò, Butera y Policastro y jefe de los Aleramici en Sicilia.
Enrique es hijo de Manfredo del Vasto y hermano menor de Adelaida del Vasto, condesa de Sicilia y luego reina consorte de Jerusalén. 
Llega a Sicilia acompañando a tres de sus hermanas: Adelaida se casaría con el conde Roger I de Sicilia y las otras dos con Jordán y Godofredo. hijos del conde.
Por su parte Enrique contrae nupcias con Flandina de Altavilla, hija del conde Roger y viuda de Hugo de Circea, primer conde de Paternò. Como dote del matrimonio, Enrique obtuvo del conde (o de su hermana Adelaida) los condados de Butera y Policastro y por medio de su esposa también el de Paternò.
La pareja tuvo dos hijos: Simón y Matilde. Muere en 1137 siendo sucedido por su hijo Simón. 
Según el cronista italiano Alejandro de Telese, fue Enrique del Vasto el que le sugirió a su sobrino Roger II de Sicilia que fuese coronado rey en lugar de conde teniendo en cuenta la amplitud de sus dominios.